# Портрет Ивана Дмитриевича Иловайского
«Портрет Ивана Дмитриевича Иловайского» — картина Джорджа Доу и его мастерской, из Военной галереи Зимнего дворца.
Картина представляет собой погрудный портрет генерал-майора Ивана Дмитриевича Иловайского из состава Военной галереи Зимнего дворца.
К началу Отечественной войны 1812 года генерал-майор Иловайский командовал Донским казачьим полком своего имени, был во многих арьергардных боях при отступлении русских армий к Москве, а после оставления Москвы французами один из первых вступил в неё. Во время Заграничных походов 1813 и 1814 годов был во многих сражениях в Германии и Франции.
Изображён в казачьем генеральском мундире, введённом в 1814 году. Слева на груди звезда ордена Св. Анны 1-й степени; на шее крест ордена Св. Георгия 3-го класса; по борту мундира крест ордена Св. Владимира 2-й степени; справа на груди серебряная медаль «В память Отечественной войны 1812 года» на Андреевской ленте, золотой крест «За взятие Измаила», бронзовая дворянская медаль «В память Отечественной войны 1812 года» на Владимирской ленте и звезда ордена Св. Владимира 2-й степени. Подпись на раме: И. Д. Иловайскiй 4й, Генералъ Маiоръ.
7 августа 1820 года Комитетом Главного штаба по аттестации Иловайский был включён в список «генералов, заслуживающих быть написанными в галерею» и 20 мая 1822 года император Александр I повелел написать его портрет для Военной галереи. Гонорар Доу был выплачен 21 июня 1827 года и 22 апреля 1828 года. Готовый портрет поступил в Эрмитаж 26 апреля 1828 года. Предыдущая сдача готовых портретов была 21 января 1828 года, соответственно картина датируется между этими числами.